# Columba de Córdoba
Columba de Córdoba fue una santa de la Iglesia católica, que vivió en Córdoba bajo el dominio musulmán durante el siglo IX.
Según la leyenda, Santa Columba de Córdoba fue decapitada por los musulmanes en el monasterio de Tabanos en 853, y su cuerpo arrojada al Guadalquivir mutilado. Sin embargo, cuando encontraron sus restos Columba estaba intacta.

## Controversia
Existe una controversia sobre el origen de la advocación de Santa Columba de Nájera, de Albendiego y Arceniega en el norte de España. La historia oficial (de la Iglesia) es que Santa Columba de Nájera (en realidad en Santa Coloma, cerca de Nájera), de Albendiego y de Arceniega, corresponden a Santa Columba, virgen y mártir de Córdoba (853), cuyos restos se encuentran en Nájera y no en Córdoba. Sin embargo, hay datos[¿dónde?] que indican que en la villa de Santa Coloma, cerca de Nájera, se erigía el antiguo monasterio de Santa Columba Senoense (dedicado a Santa Colomba de Sens), fundado por monjes provenientes de Sens, durante las invasiones de los bárbaros.
- Datos: Q3297080